# كرايغ فوكس
كرايغ فوكس (بالإنجليزية: Craig Fox)‏ هو عازف على عدة آلات ومغن مؤلف أمريكي، ولد في 16 مايو 1975.

## وصلات خارجية
- كرايغ فوكس على موقع ميوزك برينز (الإنجليزية)
- كرايغ فوكس على موقع ديسكوغز (الإنجليزية)